# Datazione al potassio-argon
La datazione al potassio-argon, abbreviata datazione K-Ar, è un metodo di datazione radiometrica usato in geocronologia e archeologia. Si basa sulla misurazione del prodotto del decadimento radioattivo di un isotopo di potassio (K) in argon (Ar). Il potassio è un elemento comune che si trova in molti materiali, come miche, minerali argillosi, tefrite ed evaporiti. In questi materiali, il prodotto del decadimento 40Ar è in grado di fuggire dalla roccia liquida (fusa), ma inizia ad accumularsi quando la roccia si solidifica (si ricristallizza). La quantità della sublimazione di argon che si verifica è funzione della purezza del campione, della composizione del materiale madre e di numerosi altri fattori. Questi fattori introducono limiti di errore sull'estremo superiore e inferiore della datazione, così che la determinazione dell'età è dipendente dai fattori ambientali durante la formazione, la fusione e l'esposizione all'accresciuta pressione e/o all'aria aperta. Il tempo a partire dalla ricristallizzazione si calcola misurando il rapporto tra la quantità di 40Ar accumulato e la quantità di 40K rimanente. La lunga emivita di 40K permette di usare il metodo per calcolare l'età assoluta di campioni più vecchi di alcune migliaia di anni.
Le lave raffreddate rapidamente che costituiscono campioni quasi ideali per la datazione K-Ar conservano anche una registrazione della direzione e dell'intensità del campo magnetico locale come il campione raffreddato oltre la temperatura di Curie del ferro. La scala temporale della polarità geomagnetica fu calibrata usando in gran parte la datazione K-Ar.

## Serie di decadimento
Il potassio si presenta naturalmente in 3 isotopi: 39K (93,2581%), 40K (0,0117%), 41K (6,7302%). Due sono stabili, mentre l'isotopo radioattivo 40K decade con un'emivita di 1,248×109 anni a 40Ca e 40Ar. La conversione in 40Ca stabile si verifica mediante emissione di elettroni (decadimento beta) nell'89,1% degli eventi di decadimento. La conversione in 40Ar stabile si verifica mediante cattura elettronica nel rimanente 10,9% degli eventi di decadimento.
L'argon, essendo un gas nobile, è un componente minore della maggior parte dei campioni di roccia di interesse geocronologico: non si lega con altri atomi in un reticolo cristallino. Quando 40K decade ad 40Ar (argon), l'atomo rimane normalmente intrappolato dentro il reticolo perché è più voluminoso degli spazi tra gli altri atomi in un cristallo minerale. Ma può sfuggire nella regione circostante quando sono soddisfatte alcune condizioni opportune, come un cambiamento di pressione e/o di temperatura. Gli atomi di 40Ar sono in grado di diffondersi e di sfuggire dal magma fuso perché la maggior parte dei cristalli si sono fusi e gli atomi non sono più intrappolati. L'argon inglobato – l'argon diffuso che non riesce a sfuggire dal magma — può venire di nuovo intrappolato nei cristalli quando il magma si raffredda per trasformarsi di nuovo in roccia solida. Dopo la ricristallizzazione del magma, altro 40K decadrà e il 40Ar si accumulerà di nuovo, insieme agli atomi di argon inglobato, intrappolati nei cristalli minerali. La misurazione della quantità di atomi di 40Ar viene utilizzata per calcolare la quantità di tempo che è passato da quando un campione di roccia si è solidificato.
Malgrado il 40Ca sia il nuclide figlio preferito, raramente è utile per la datazione, in quanto il calcio è comune nella crosta e il 40Ca è l'isotopo più abbondante. Perciò, la quantità di calcio originariamente presente non è nota con precisione e può avere variazioni tali da confondere le misure del piccolo aumento prodotto dal decadimento radioattivo.

## Calcolo dell'età della roccia
Il potassio 40 è un isotopo radioattivo che si disintegra secondo i seguenti modi di disintegrazione:
- {\displaystyle {}^{40}\mathrm {K} +\mathrm {e} ^{-}\rightarrow {}^{40}\mathrm {Ar} +\gamma \,(1,505\,{\text{MeV}})}

λε = 0,581×10−10 anni
- {\displaystyle {}^{40}\mathrm {K} \rightarrow {}^{40}\mathrm {Ca} +\beta ^{-}(1,311\,{\text{MeV}})}

λβ = 4,962×10−10 anni
L'età del campione si ottiene per mezzo della formula seguente:
{\displaystyle t={\frac {1}{\lambda }}\ln \left[1+{\frac {\lambda }{\lambda _{\epsilon }}}\left({\frac {{}^{40}\mathrm {Ar} }{{}^{40}\mathrm {K} }}\right)\right]}  con  {\displaystyle \lambda =\lambda _{\epsilon }+\lambda _{\beta }}
Quando il rapporto isotopico {\displaystyle \left({\tfrac {{}^{40}\mathrm {Ar} }{{}^{40}\mathrm {K} }}\right)}, uguale al rapporto delle concentrazioni di argon 40 e di potassio 40, è sufficientemente debole, la formula si semplifica in:
{\displaystyle t={\frac {1}{\lambda _{\epsilon }}}\left({\frac {{}^{40}\mathrm {Ar} }{{}^{40}\mathrm {K} }}\right)={\frac {1}{0,1048\times \lambda }}\left({\frac {{}^{40}\mathrm {Ar} }{{}^{40}\mathrm {K} }}\right)}.

## Ottenere i dati
Per ottenere il rapporto tra il contenuto di isotopi 40Ar e 40K in una roccia o in un minerale, la quantità di argon si misura mediante la spettrometria di massa dei gas liberati quando il campione di una roccia viene fuso nel vuoto. Il potassio è quantificato mediante la fotometria di fiamma o la spettroscopia di assorbimento atomico.
La quantità di 40K raramente si misura direttamente. Piuttosto, si misura il più comune 39K e quella quantità si moltiplica poi per il rapporto accettato di 40K/39K (cioè, 0,0117%/93,2581%, vedi sopra).
Si misura anche la quantità di 36Ar per valutare quanto dell'argon totale è di origine atmosferica.

## Assunzioni
Secondo McDougall ed Harrison 1999, p. 11, perché si possa accettare che le date calcolate rappresentino la vera età della roccia, devono essere confermate le seguenti assunzioni:
- Il nuclide padre, 40K, decade a un tasso indipendente dal suo stato fisico e non è influenzato da differenze di pressione o di temperatura. Questa è un'assunzione importante, ben fondata, comune a tutti i metodi di datazione basati sul decadimento radioattivo. Sebbene nel decadimento parziale per cattura elettronica, costante per il 40K, possano probabilmente verificarsi cambiamenti ad alte pressioni, i calcoli teorici indicano che per pressioni sperimentate all'interno di un corpo delle dimensioni della Terra gli effetti sono trascurabilmente piccoli.[1]
- Il rapporto 40K/39K in natura è costante, così raramente il 40K si misura direttamente, ma si assume che sia lo 0,0117% del potassio totale. A meno che non sia attivo qualche altro processo al momento del raffreddamento, questa è un'ottima assunzione per i campioni terrestri.[5]
- L'argon radiogenico misurato in un campione era stato prodotto dal decadimento in sito del 40K nell'intervallo a partire da quando la roccia si era cristallizzata o ricristallizzata. Le violazioni di questa assunzione non sono infrequenti. Esempi ben noti di incorporazione di 40Ar estraneo includono basalti vetrosi raffreddati in alto mare che non hanno completamente degassato l'40Ar* preesistente,[6] e la contaminazione fisica di un magma per inclusione di materiale xenolitico più antico. Il metodo di datazione Ar-Ar fu sviluppato per misurare la presenza di argon estraneo.
- Grande cura è richiesta per evitare la contaminazione dei campioni mediante assorbimento di argon 40 non radiogeno dall'atmosfera. L'equazione può essere corretta sottraendo dal valore dell'40Armisurato la quantità presente nell'aria dove l'40Ar è 295,5 volte più abbondante dell'36Ar. 40Ardecaduto = 40Armisurato − 295,5 × 36Armisurato.
- Il campione deve essere rimasto un sistema chiuso a partire dall'evento che viene datato. Così, non dovrebbero esserci state perdite o guadagni di 40K o di 40Ar*, diversi dal decadimento radioattivo del 40K. Deviazioni da questa assunzione sono abbastanza comuni, particolarmente in aree di storia geologica complessa, ma tali deviazioni possono fornire informazioni utili che sono preziose per chiarire le storie termiche. Una deficienza di 40Ar in un campione di età nota può indicare una fusione totale o parziale nella storia termica dell'area. L'affidabilità della datazione di una caratteristica geologica è aumentata campionando aree disparate che sono state soggette a storie termiche leggermente diverse.[7]

Sia la fotometria di fiamma sia la spettrometria di massa sono test distruttivi, perciò è richiesta una particolare cura per assicurare che le aliquote usate siano veramente rappresentative del campione. La datazione Ar-Ar è una tecnica simile che confronta gli isotopi radioattivi della stessa porzione del campione per evitare questo problema.

## Applicazioni
A causa della lunga emivita, la tecnica è applicabile soprattutto per datare minerali e rocce vecchi più di 100.000 anni. Per scale temporali più brevi, è improbabile che abbastanza argon-40 abbia tempo di accumularsi al fine di essere accuratamente misurabile. La datazione K-Ar fu strumentale nello sviluppo della scala temporale della polarità geomagnetica. Sebbene trovi la maggiore utilità nelle applicazioni geologiche, essa gioca un ruolo importante anche in archeologia. Un'applicazione archeologica si è avuta nel circoscrivere l'età di depositi archeologici presso la Gola di Olduvai datando le colate di lava sopra e sotto i depositi. La datazione K-Ar è stata indispensabile anche in altri antichi siti africani con una storia di attività vulcanica come Hadar (Etiopia). Il metodo K-Ar continua ad avere utilità per datare la diagenesi dei minerali di argilla. I minerali di argilla sono spessi meno di 2 micrometri e non possono essere facilmente irradiati per l'analisi Ar–Ar perché l'Ar arretra dal reticolo cristallino.
Nel 2013 il metodo K–Ar fu usato dal rover della missione Mars Curiosity per datare una roccia sulla superficie marziana, la prima volta che una roccia è stata datata dai suoi ingredienti minerali mentre era situata su un altro pianeta.